# Gadirtha
Gadirtha är ett släkte av fjärilar. Gadirtha ingår i familjen trågspinnare.

## Dottertaxa tillGadirtha, i alfabetisk ordning[1]
- Gadirtha albovenosa
- Gadirtha aroa
- Gadirtha atrisuffusa
- Gadirtha brisbanensis
- Gadirtha bufonia
- Gadirtha buruensis
- Gadirtha candezei
- Gadirtha cerussata
- Gadirtha commixta
- Gadirtha costipallens
- Gadirtha cuprescens
- Gadirtha distincta
- Gadirtha elongata
- Gadirtha exacta
- Gadirtha fakfakensis
- Gadirtha fuscithorax
- Gadirtha glaucograpta
- Gadirtha guineana
- Gadirtha hades
- Gadirtha impingens
- Gadirtha inexacta
- Gadirtha medionigra
- Gadirtha muscosa
- Gadirtha olivascens
- Gadirtha papuensis
- Gadirtha plagosa
- Gadirtha plumbeomaculata
- Gadirtha poliochroa
- Gadirtha pulchra
- Gadirtha sara
- Gadirtha tinctoides
- Gadirtha trichocera
- Gadirtha turneri
- Gadirtha uniformis
- Gadirtha viridalis